# Quinurenina
L-Quinurenina é um metabólito do aminoácido L-triptofano usado na produção de niacina. Tem sido associado com tiques.
O produto primário da enzima do fígado dioxigenase triptofano é a quinurenina. Cânceres desregulam num sentido de mais atividade a dioxigenase triptofano porque a quinurenina aumentam com o crescimento do tumor.